# Thalassia Periochi Dytikis Lesvou
Thalassia Periochi Dytikis Lesvou este o arie protejată (arie de protecție specială avifaunistică — SPA) din Grecia întinsă pe o suprafață de 21.369,2 ha, integral marine.

## Localizare
Centrul sitului Thalassia Periochi Dytikis Lesvou este situat la coordonatele 39°08′07″N 25°51′19″E / 39.135371°N 25.855408°E.

## Înființare
Situl Thalassia Periochi Dytikis Lesvou a fost declarat arie de protecție specială avifaunistică în baza directivei 79/409 din 1979 referitoare la conservarea păsărilor sălbatice pentru a proteja un număr necunoscut de specii din flora spontană și fauna sălbatică aflate în arealul zonei.

## Biodiversitate
Situată în ecoregiunea marină mediteraneană, aria protejată nu include niciun habitat protejat.
La baza desemnării sitului se află un număr nedeclarat de specii protejate.